# Rock and a Hard Place
«Rock and a Hard Place»  — песня американского кантри-музыканта Бейли Циммермана. Она была выпущена 10 июня 2022 года в качестве второго сингла с дебютного мини-альбома Leave the Light On (2022) и дебютного студийного альбома Religiously. The Album.
В апреле 2023 года она заняла первое место в Country Airplay, получила платиновый сертификат Американской ассоциации звукозаписывающих компаний (RIAA) в США и такой же в Канаде.

## История
Песня рассказывает о мужчине, который столкнулся с тем, что отношения вот-вот распадутся, описывая сценарий как «между молотом и наковальней». Автор Taste of Country Кармен Липтак написала, что у Циммермана «гравийный рок-вокал и сильные навыки повествования», и сравнила его стиль с Паркером Макколлумом и Такером Битхардом.

## Коммерческий успех
Песня «Rock and a Hard Place» дебютировала 20 июня 2022 года на втором месте в чарте Billboard Hot Country Songs. Это было достигнуто в основном за счёт потокового вещания песни, поскольку она ещё не была радиосинглом. Это была вторая по величине дебютная песня в этом чарте за весь год. 1 апреля 2023 года песня возглавила хит-парад Country Airplay, став вторым чарттоппером музыканта после «Fall in Love» (декабрь 2022 года). Этот промежуток в три месяца и три недели между двумя первыми лидерами Country Airplay является самым быстрым для первых двух лидеров за почти четверть века — с тех пор, как The Chicks имели три месяца между «There’s Your Trouble» и «Wide Open Spaces» в августе-ноябре 1998 года.
1 апреля 2023 года «Rock and a Hard Place» впервые попала в Топ-10 Billboard Hot 100 в свою 41-ю неделю нахождения в Hot 100, что стало рекордом для всех солистов истории хит-парада. Это меньше только абсолютного рекорда для всех исполнителей, включая группы и дуэты: (1) на 42-й недели восхождения в десятку лучших попал сингл «Heat Waves» группы Glass Animals; (3) третье место с 38 неделями делят сразу три солиста, Зак Брайан («Something in the Orange»), Нэт Кинг Коул («The Christmas Song (Merry Christmas to You)») (оба в январе 2023) и Кэрри Андервуд («Before He Cheats», 2007).

## Чарты
| Чарт (2022—2023)                    | Высшая позиция |
| ----------------------------------- | -------------- |
| Австралия (ARIA)                    | 72             |
| Канада (Billboard Canadian Hot 100) | 18             |
| Канада (Billboard Country)          | 3              |
| Мир (Billboard Global 200)          | 59             |
| Новая Зеландия (RMNZ)               | 11             |
| США (Billboard Hot 100)             | 10             |
| США (Billboard Country Airplay)     | 1              |
| США (Billboard Hot Country Songs)   | 2              |

| Чарт (2022)                       | Позиция |
| --------------------------------- | ------- |
| Канада (Canadian Hot 100)         | 67      |
| Мир (Global 200, Billboard)       | 189     |
| США (Billboard Hot 100)           | 70      |
| США (Billboard Hot Country Songs) | 17      |

| Чарт (2023)                        | Позиция |
| ---------------------------------- | ------- |
| Canada (Canadian Hot 100)          | 37      |
| Мир (Global 200 Billboard)         | 154     |
| США (Billboard Hot 100)            | 16      |
| США (Country Airplay, Billboard)   | 2       |
| США (Hot Country Songs, Billboard) | 5       |

## Сертификации
| Регион                                                                      | Сертификация  | Продажи   |
| --------------------------------------------------------------------------- | ------------- | --------- |
| Австралия (ARIA)                                                            | 2× Платиновый | 140 000   |
| Канада (Music Canada)                                                       | 8× Платиновый | 640 000   |
| США (RIAA)                                                                  | 6× Платиновый | 6 000 000 |
| Данные о продажах + прослушиваниях приведены только на основе сертификации. |               |           |